# Vladimir Tumajev
Vladimir Alexejevič Tumajev (rusky Владимир Алексеевич Тумаев; * 10. prosince 1946, Marx, RSFSR, Sovětský svaz) je ruský podnikatel, zakladatel fotbalového klubu FK Gazovik Iževsk (do roku 2010 i jeho prezident) a bývalý fotbalový útočník.

## Fotbalová kariéra
- / FK Gazovik Iževsk 1989–1993
- FK Gazovik-Gazprom Iževsk 1994–2005

V roce 1988 založil fotbalový klub FK Gazovik Iževsk (od roku 1993 pod názvem FK Gazovik-Gazprom Iževsk), v němž působil zároveň jako prezident i jako hráč. Na postu fotbalového útočníka debutoval ve svých 45 letech. Během jeho éry klub působil nejvýše v ruské druhé lize. Obvykle nastupoval za rozhodnutého stavu před koncem zápasu. Fotbalovou kariéru ukončil ve svých 58 letech. Dostal se i do Guinnessovy knihy rekordů jako nejstarší profesionální fotbalista v Rusku.